# Wasted Talent
"Wasted Talent" (em português, "Talento Desperdiçado") é o vigésimo episódio da segunda temporada da série animada da FOX Uma Família da Pesada. É o vigésimo sétimo a ser exibido de todo o seriado. Marca a primeira vez que Chris Griffin não possui nenhuma fala em um episódio. É classificado em TV-PG D.

## Enredo
Lois procura desesperadamente por um estudante de piano que possa ganhar do aluno de sua rival, Alexis Radcliffe, na competição de piano. Enquanto isso, Peter está bebendo cervejas da Pawtucket Patriot mais do que o normal, tentando encontrar um pergaminho de prata e ganhar um passeio na cervejaria. No dia seguinte, Joe encontra o primeiro pergaminho de prata, e algum tempo depois, o último deles é encontrado, fazendo com que Peter desista. Mais tarde, Tom Tucker admite que inventou a história sobre o último pergaminho ter sido encontrado, e coloca uma pequena lacraia carnívora em sua orelha para pagar pelo que fez. Peter decide beber somente mais uma cerveja, na qual ele acha o último pergaminho de prata. No entanto, enquanto corre para casa com seu achado em mãos, ele cai e se queixa várias e várias vezes. No próximo dia, Peter e Brian vão à cervejaria fazer o passeio. Pawtucket Pat (Michael McKean) é visto sendo morto durante a tour, mas o matador revela-se como Cheech Marin, contratado para mostrar um bordão (baseado em A Fantástica Fábrica de Chocolate). Desde que a cervejaria não respeita a Lei sobre Estadunidenses Deficientes de 1990, e não possui rampas para cadeiras de rodas, Joe é forçado a deixar o passeio. Depois de entrarem na "sala de cervejas", Peter e Brian se separam do grupo ao tentarem beber a cerveja que nunca perde o gás, desrespeitando o aviso de Pat de que a bebida não foi trabalhada em todas as suas diferenças. Quando eles bebem, começam a flutuar em direção ao teto exaustor; para se salvarem, começam a soltar gases repetidamente até que chegam ao chão. Quando Pat encontra Peter e Brian na sala proibida, expulsa-os da cervejaria.
Bravo com Pawtucket Pat, Peter tenta chamar a atenção de Lois ao tocar piano, mostrando que pode tocar perfeitamente quando está bêbado. Ela decide inscrevê-lo como seu aluno na competição de piano, mantendo-o sempre embriagado. O repertório de piano é composto por músicas-tema de programas de televisão. Na competição, Peter está tão bêbado que não consegue nem encontrar o piano. Lois precisa colocá-lo em frente do instrumento e deixá-lo na distância certa para tocar as notas corretas. Ambos vencem, mas Lois afirma que prejudicou a saúde do marido para que fosse capaz de ganhar. Em uma tentativa de defendê-la, Peter diz que seus neurônios estão intactos, mostrando somente uma célula, que é a única no cérebro dele; este, pode finalmente ler todos os seus livros. Ele curva-se e quebra seus óculos, exclamando "Ah não, não, isso não é justo! Isso não é justo! Logo agora que eu tenho tempo, isso não é justo!". Esta é uma referência ao episódio de Além da Imaginação, "Tempo Suficiente".

## Produção

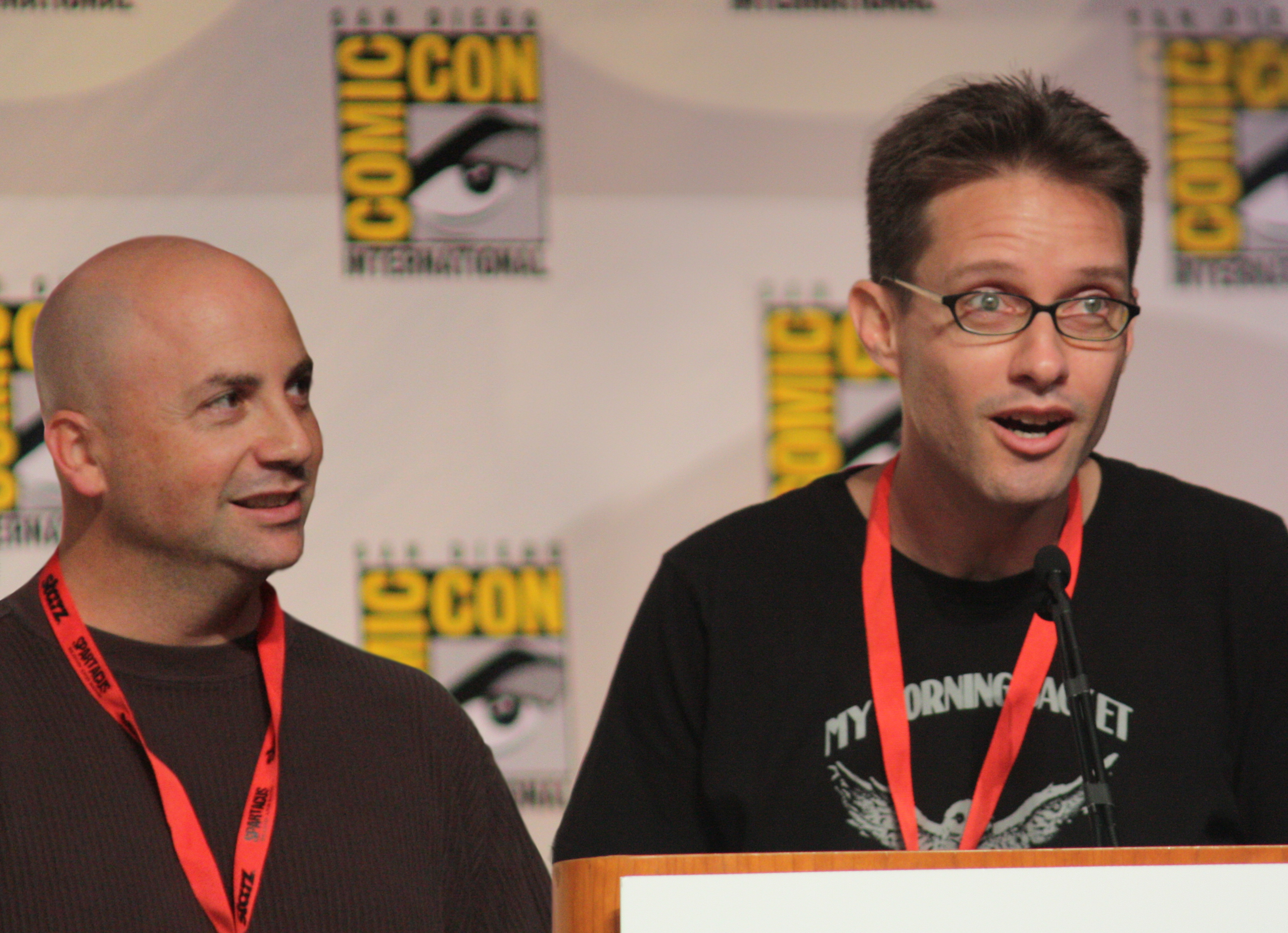
Mike Barker e Matt Weitzman escreveram o episódio

A história do episódio foi escrita por Dave Collard e Ken Goin, e a produção voltada para a televisão foi feita por Mike Barker e Matt Weitzman, que colaboram habitualmente na série, e foi dirigida por Bert Ring, antes da conclusão da produção da segunda temporada.